# 呼吸色素
呼吸色素（こきゅうしきそ）とは生体内で呼吸に関与する色素の総称である。ヘモグロビンなど動物の血液中で酸素を運搬する色素を指して呼吸色素と言うことが多いが、それ以外にミオグロビンのように組織内で酸素貯蔵に働くもの、シトクロムのように酸化還元により電子伝達を行うものなど様々なものを含める表現である。

## 呼吸色素の一覧
- ヘモグロビン
  - 中心核：鉄
  - 色：赤
  - 主な生物：脊椎動物一般
- ヘモシアニン
  - 中心核：銅
  - 色：無色透明 (酸素結合時：青)
  - 主な生物：節足動物（カニ、エビ、昆虫）、軟体動物（イカ、タコ、巻き貝の一部）
- エリスロクルオリン
  - 中心核：鉄
  - 色：赤
  - 主な生物：赤貝、ゴカイ
- クロロクルオリン
  - 中心核：鉄
  - 色：緑 (酸素結合時：赤)
  - 主な生物：環形動物の一部（ケヤリムシ、ゴカイ）
- ヘムエリスリン
  - 中心核：鉄
  - 色：無色透明 (酸素結合時：赤紫)
  - 主な生物：シャミセンガイの触手、ホシムシ

### かつて呼吸色素と考えられたもの
- ヘモバナジン
  - 中心核：バナジウム
  - 色：淡緑
  - 主な生物：ホヤ